# Русалка (фильм, 1910)
«Русалка» (1910) — короткометражный немой художественный фильм Василия Гончарова, «народная драма в 6 сценах с апофеозом» по мотивам одноимённой поэтической пьесы А. С. Пушкина. Сюжет воспроизведен в 7 кадрах-сценах (надписи восстановлены по материалам прессы того времени). Фильм хранится в Госфильмофонде.

## В ролях
- Василий Степанов — Мельник
- Александра Гончарова — Наташа, его дочь
- Андрей Громов — Князь

## История
Фильм вышел на экраны 30 марта (12 апреля по новому стилю) 1910 года.
В «Пушкинском кинословаре»: Народная драма в 6 сценах с апофеозом, 1 ч., 280 (220) м. Т/Д «А.Ханжонков», 1910. Вып. 30.03.1910.
Сюжет фильма воспроизводит основные сцены из классической поэтической драмы Пушкина.
Названия сцен по публикации в «Кине-журнале»:

Сцена 1-я. Берег Днепра. Мельница, Мельник и дочь.
Сцена 2-я. Княжеский терем. свадьба. Молодые и гости сидят за столом. Опочивальня.
Сцена 3-я. Через восемь лет.
Сцена 4-я. Берег реки. Ночь.
Сцена 5-я. Княгиня сидит грустная.
Сцена 6-я. Берег Днепра.

Сцена 7-я. Днепровское дно.

### Из воспоминаний участников
Александр Ханжонков:: 

Следующей пушкинской картиной, снятой в 1909 году на том же Сокольническом участке (где снимали «Мазепу»), была «Русалка». Её решили поставить потому, что в то время в Большом Театре была заново поставлена опера «Русалка», а ещё потому, что на нашем участке был пруд с купальней, которую хотелось использовать в качестве… мельницы. Для создания иллюзии работающего «за кулисами» мельничного колеса Гончаров придумал такой трюк: за купальней был посажен наш конторский мальчик с лопатой и наказом бить его по воде ритмически (вернее — грести) во время съемки. На экране иллюзия получилась вполне удовлетворительной. <…>
Артисты были одеты в оперные костюмы, взятые напрокат из известной костюмерной мастерской. Для этой постановки был приглашен новый художник В. Фестер, который для съемки сцены апофеоза «Подводное царство» нарисовал декорацию дна морского, где были изображены растения, раковины и т. д. Декорации были прибиты прямо к стене архиерейского дома (на Тверской), где мы только что оборудовали первое крошечное ателье.
Картина эта прошла с успехом, и, как ни странно, особый восторг публики имела именно сцена апофеоза: на фоне «подводного царства» восседала на троне дочь мельника, сделавшаяся царицей русалок, а у её ног возлежал князь.
Александра Гончарова: 

В картине «Русалка» нужно было снять эпизод, в котором Наташа бросается в реку и тонет. Но плавать я ещё не умела. Решили вместо меня бросить в воду бревно. Но, когда стали просматривать материал, увидели, что бревно меня не заменило. И тогда я решилась. Выбрали глубокое место на Москва-реке, я прыгнула в воду и действительно тут же пошла ко дну. Конечно, меня спасли, но и кадр получился натуральным.

## Критика
«Кине-журнал», 1910, № 3, стр.8, написал о нём

Т/д «Ханжонков» выпускает на 30/III картину «Русалка», по выполнению она стоит гораздо выше «Царской невесты» и «Ермака».
«Сине-Фоно», 1910, № 11, стр. 8

Очередным выпуском собственной фабрики торгового дома будет «Русалка», выпускаемая 30 марта. Кто не знает этой поэтической сказки Пушкина. Кто не слыхал её музыкального воспроизведения в опере того же названия. Кто не сочувствовал бедной, покинутой обольстившим её князем, дочери мельника. У кого не вызывали слёз страдания несчастного старика-отца, почти толкнувшего дочь в объятия князя и поплатившегося за это разумом, когда он — только, к сожалению, слишком поздно — коршуном становится на защиту дочери.

Нам кажется излишним излагать содержание драмы. Не знающим её… но мы уверены, что таковых нет, а впрочем, пусть каждый доставит себе лишний раз удовольствие и прочтёт её в оригинале. Что сказать о передаче картины? Нам придётся повторить то, что мы уже не раз говорили об успехах фабрики и о том, что она с каждым новым выпуском продолжает совершенствоваться.